# 22 de setembre
El 22 de setembre és el dos-cents seixanta-cinquè dia de l'any del calendari gregorià i el dos-cents seixanta-sisè en els anys de traspàs. Queden 100 dies per finalitzar l'any.

## Esdeveniments
Països Catalans
- 1388 - Perpinyà: Joan I autoritza la instal·lació d'un Consolat de Mar, organisme del dret marítim català, a la ciutat.[1]
- 1793 - Trullars: L'exèrcit espanyol venç en la batalla de Trullars durant la guerra Gran.
- 1934 - Igualada: deixa de publicar-se El Sembrador, periòdic anarcosindicalista.[2]

Resta del món
- 1869 - Múnic: primera representació de Das Rheingold, el Pròleg de la Tetralogia Der Ring des Nibelunguen de Richard Wagner al Nationaltheater.
- 1888 - Washington, Estats Units: es publica el primer número de la revista National Geographic.
- 1960 - Mali: aconsegueix la independència de França.
- 1980 - Frontera entre l'Iraq i l'Iran: l'Iraq, amb el suport dels Estats Units, envaeix l'Iran; s'inicia així una guerra que va durar fins al 1988.

## Naixements
Països Catalans
- 1814 - Manresa, Bages: Fernando Vázquez Orcall fou un militar català del bàndol carlí.
- 1877 - Barcelona: Eduard Maria Balcells i Buïgas, arquitecte català a cavall entre el Modernisme i el Noucentisme (m. 1965).
- 1916 - Sant Andreu de Palomar, Barcelona: Elisa García Sáez, sindicalista, infermera i miliciana durant la guerra civil espanyola.[3]
- 1933 - Barcelona: Lleonard Balada i Ibañez, compositor.[4]
- 1938 - Barcelona: Lola Salvador Maldonado, novel·lista i guionista catalana que firma també com a Salvador Maldonado.[5]
- 1942:
  - Altea, Marina Baixa: Toni Mestre, periodista i escriptor valencià compromès amb els valors democràtics i valencianistes i defensor de la cultura i llengua catalana al País Valencià (m. 2006).
  - Barcelona: Joana Escobedo i Abraham, escriptora, filòloga i bibliotecària catalana.[6]
- 1950 - París: Antònia de Armengol Criado, advocada i política valenciana.[7]
- 1958 - Barcelona; Marinella Terzi Huguet, escriptora i traductora catalana.[8]
- 1966 - Sabadell, Vallès Occidental: Albert Pla i Álvarez, cantautor sui generis.
- 1976 - Sabadell, Vallès Occidental: Mercè Martínez, actriu catalana.[9]
- 1996 - València: Fátima Diame, atleta valenciana d'ascendència senegalesa, especialitzada en triple salt.[10]

Resta del món
- 1515 - Düsseldorf: Anna de Clèveris, reina consort d'Anglaterra, quarta esposa d'Enric VIII d'Anglaterra (m. 1557).[11]
- 1762 (d. de bateig) - Northamptonshire: Elizabeth Simcoe, il·lustradora i escriptora britànica del Canadà colonial (m. 1850).[12]
- 1765 - Valentano, Estats Pontificis: Paolo Ruffini, metge, matemàtic i filòsof d'origen italià, que va crear el mètode algebraic que porta el seu nom (m. 1822).
- 1791 - Londres, Anglaterra: Michael Faraday, físic i químic anglès, conegut principalment pels seus descobriments de la inducció electromagnètica i de les lleis de l'electròlisi.
- 1878 - Tòquio (Japó): Shigeru Yoshida (吉田 茂 Yoshida Shigeru), diplomàtic i polític japonès que va exercir de Primer Ministre del Japó de 1946 a 1947 i de 1948 a 1954.(m. 1967).[13]
- 1885 - Viena, Imperi Austrohongarès, Erich von Stroheim cineasta estatunidenc d'origen austriac (m.1957).[14]
- 1894 - Schwarzenberg, Alemanya: Elisabeth Rethberg, cantant d'òpera de renom internacional (m. 1976).[15]
- 1895 - Lviv, Galítsia: Paul Muni, actor estatunidenc d'origen austrohongarès.
- 1901 - Halifax, Canadà: Charles Brenton Huggins, metge canadenc.
- 1902 - Bucarest, Romania: John Houseman, actor, guionista, productor i director de cinema estatunidenc.
- 1917 - Stražišče, prop de Prevalje: Janez Gradišnik, escriptor i traductor eslovè.[16]
- 1918 - Varsòvia: Henryk Szeryng, violinista polonès nacionalitzat mexicà, considerat un dels grans violinistes del segle xx (m. 1988).
- 1922 - Hefei, Anhui, Xina: Chen Ning Yang, físic xinès[17]
- 1934 - Milà, Itàlia: Ornella Vanoni, cantant de música melòdica i actriu italiana.[18]
- 1939 - Miharu (Fukushima), Japó: Junko Tabei, muntanyenca japonesa, primera dona a arribar al cim de l'Everest (m. 2016).[19]
- 1940 - 
  - Vitòria: Teresa Mendizábal, física, professora del CSIC, investigadora centrada en l'erosió del sòl i la desertificació.[20]
  - Solbjerg, Dinamarca: Anna Karina, actriu, directora, escriptora i cantant francesa d'origen danès (m. 2019).[21]
  - Dailian (Xina): Li Zhensheng (xinès: 李振盛)) va ser un fotoperiodista xinès que va capturar algunes de les imatges més rellevants de la Revolució Cultural de la Xina. (m. 2020).
- 1949 - Harbin, Heilongjiang (Xina): Liang Xiaosheng, escriptor i guionista xinès, Premi Mao Dun de Literatura de l'any 2019.
- 1953 - Dakar, Senegal: Ségolène Royal, política francesa.
- 1957 - Warracknabeal, Austràlia: Nick Cave, músic, escriptor, actor i compositor de cinema australià.
- 1958
  - Lajatico, Itàlia: Andrea Bocelli, cantant, cantautor i tenor italià.
  - Filadèlfia, Estats Units: Joan Jett,[22] música estatunidenca.
- 1959 - Champaign-Urbana, Estats Units: Saul Perlmutter, astrofísic estatunidenc.
- 1975 - Houston, Texas: Mireille Enos, actriu nord-americana.[23]
- 1976 - Rio de Janeiro, Brasil: Ronaldo Nazário, futbolista brasiler.
- 1985 - Regina, Canadà: Tatiana Maslany, actriu canadenca.
- 1987
  - Belgrad, Iugoslàvia: Bojan Šaranov, futbolista iugoslau, que juga de porter.
  - Epsom, Anglaterra: Thomas Felton, actor i cantant anglès.

## Necrològiques
Països Catalans
- 1609 - Sanaüja: Andreu Capella, bisbe d'Urgell i copríncep d'Andorra (n. 1529).[24]
- 1809 - Xàtiva, la Costera: Josep Chaix Isniel, matemàtic i astrònom valencià (n. 1765).[25]
- 1916 - Malgrat de Mar: Teodor Baró i Sureda, polític, periodista i escriptor català (n. 1842).
- 1958 - Barcelona: Eduard Vitòria i Miralles, jesuïta i químic valencià, fundador el 1905 de l'Institut Químic de Sarrià (n. 1864).[26]
- 1980 - Barcelona: María Luz Morales, periodista i escriptora, referència clau del periodisme del segle xx (n. 1898).[27]

Resta del món
- 1813, Épinay-sur-Seine: Rose Bertin, modista francesa del segle xviii, modista privada de Maria Antonieta (n. 1747).[28]
- 1876, Saragossa: Dolores Gil de Pardo, fotògrafa pionera, que treballà a Barcelona, Vic i Olot (n. 1842).[29]
- 1948, Washington, DC: Florence Merriam Bailey, ornitòloga nord-americana i escriptora, autora de la primera guia d'ocells moderna il·lustrada (n. 1863).[30]
- 1949, Hollywood, Califòrnia, Estats Units: Sam Wood, director de cinema estatunidenc.
- 1956, Brighton (Regne Unit): Frederick Soddy, químic anglès, Premi Nobel de Química de 1921 (n. 1877).
- 1960, Londres: Melanie Klein, psicoanalista britànica d'origen austríac (n. 1882).[31]
- 1961, Los Angeles, Califòrnia (EUA): Marion Davies, actrius estatunidenca (n. 1897).[32]
- 1970, Bratislava: Janko Alexy, pintor i escriptor eslovac.
- 1985, Berlín, Alemanya: Axel Springer, editor i empresari.
- 1989, Nova York, Estats Units: Irving Berlin, compositor i lletrista estatunidenc (n. 1888).[4]
- 1994, 
  - Los Angeles, Califòrnia: Leonard Feather, pianista de jazz, compositor, periodista i escriptor anglès i nacionalitzat estatunidenc.
- 1996, Los Ángeles, Califòrnia: Dorothy Lamour, actriu estatunidenca (n. 1914).[33]
- 1999 - Westlake Village, Califòrnia,(EUA): George C. Scott, actor, director de cinema i productor estatunidenc(n. 1927).[34]
- Roma: Maria Carta, cantant de música sarda, actriu i poeta (n. 1934).[35]
- 2001, Nova York, Estats Units: Isaac Stern, violinista nord-americà d'origen ucraïnès, considerat com un dels millors del segle xx.
- 2006, Rodés, Llenguadoc: Loís Combas, sacerdot catòlic, professor, escriptor, lingüista i gran defensor de la llengua i cultura occitanes.
- 2007, Caors, Occitània, França: Marcel Marceau, mim (n. 1923).
- 2010, La Macarena, Meta (Colòmbia): Mono Jojoy, guerriller colombià, comandant a cap de les operacions militars i membre del Secretariat de les FARC.
- 2013, Bogotà, Colòmbia: Álvaro Mutis, periodista, escriptor i poeta colombià.

## Festes i commemoracions
- Onomàstica: sants Maurici d'Agaune, Càndid d'Agaune, Víctor i màrtirs de la Legió Tebana; Fèlix IV, papa; Emmerà de Ratisbona, bisbe i màrtir.
- Dia Mundial del Rinoceront.